# Terre d'aumône
En droit de l'Ancien régime, une terre d’aumône (ou eleemosina en latin) était une portion de terre donnée à l’Église pour y construire l'église paroissiale, le cimetière, parfois le presbytère, mais aussi le domaine propre des abbayes, prieurés, chapelles, collégiales, et cathédrales.
Terre d’aumône est cité dans l'ouvrage les Œuvres de Maître Henri Basnage, tome 2, page 356, publié en 1709, qui rassemble les écrits du juriste rouennais Henri Basnage de Franquesnay du XVIIe.

C'est une donation à une église ou à un couvent sans contrepartie. Seule est due la reconnaissance de ce don, en particulier aucun droit ne peut être perçu sur cette terre.

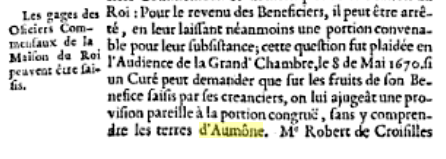
Citation d'Henri Basnage.

Les terres d'aumône font partie des tenures d'aumône que l'on trouve dans le Dictionnaire de l’Académie française  de 1778. 